# Сан Карло (Терни)
Сан Карло је насеље у Италији у округу Терни, региону Умбрија.
Према процени из 2011. у насељу је живело 262 становника. Насеље се налази на надморској висини од 192 м.